# Matías Fritzler
Matías Fritzler est un footballeur argentin, né le 23 août 1986 à Lomas de Zamora en Argentine. Il évolue au poste de milieu défensif.

## Carrière
- 2004-2013 :  Club Atlético Lanús
- 2010-2011 :  Hércules Alicante (prêt)
- 2013-….. :  Kasımpaşa SK[1]

## Palmarès
- CA Lanús
  - 2007 : Vainqueur du Tournoi d'ouverture